# Taekas
Taekas is een bestuurslaag in het regentschap Timor Tengah Utara van de provincie Oost-Nusa Tenggara, Indonesië. Taekas telt 1583 inwoners (volkstelling 2010).